# Scopula khakiata
Scopula khakiata är en fjärilsart som beskrevs av W. Warren 1905. Scopula khakiata ingår i släktet Scopula och familjen mätare. Inga underarter finns listade.